# AGF Serval
O AGF Serval ou Aufklärungs-und Gefechtsfahrzeug (veículo de combate e reconhecimento) é também conhecido apenas como Serval, este veículo blindado alemão foi desenvolvido sobre a plataforma do Mercedes-Benz Classe G no ano de 2003 e entregue a divisão KSK do exército alemão. Ele é produzido pela empresa Reinmetall que já finalizou 21 unidades, algumas entregues ao Destacamento de Reconhecimento do Exécito da Suíça.
| Mais imagens              |
| Vista traseira do Serval. |
| {{{caption}}}             |
| Vista traseira do Serval. |